# Schwedische Badmintonmeisterschaft 2004
Die Schwedische Badmintonmeisterschaft 2004 fand vom 30. Januar bis zum 2. Februar 2004 in Umeå statt.

## Medaillengewinner
| Disziplin    | Gold                               | Silber                           | Bronze                                |
| ------------ | ---------------------------------- | -------------------------------- | ------------------------------------- |
| Herreneinzel | George Rimarcdi                    | Martin Hagberg                   | Per-Henrik Croona                     |
| Herreneinzel | George Rimarcdi                    | Martin Hagberg                   | Rasmus Wengberg                       |
| Dameneinzel  | Marina Andrievskaia                | Sara Persson                     | Lina Alfredsson                       |
| Dameneinzel  | Marina Andrievskaia                | Sara Persson                     | Lina Uhac                             |
| Herrendoppel | Henrik Andersson Fredrik Bergström | Johan Holm Joakim Andersson      | Ola Molin Joakim Hansson              |
| Herrendoppel | Henrik Andersson Fredrik Bergström | Johan Holm Joakim Andersson      | Dennis von Dahn Daniel Glaser         |
| Damendoppel  | Johanna Persson Frida Andreasson   | Lina Uhac Lina Alfredsson        | Emma Persson Helene Nystedt           |
| Damendoppel  | Johanna Persson Frida Andreasson   | Lina Uhac Lina Alfredsson        | Christine Pettersson Katja Wengberg   |
| Mixed        | Fredrik Bergström Johanna Persson  | Fredrik du Hane Frida Andreasson | Jan-Eric Antonsson Emelie Lennartsson |
| Mixed        | Fredrik Bergström Johanna Persson  | Fredrik du Hane Frida Andreasson | Joakim Fellenius Jenny Kruseborn      |